# Jankura Péter
Jankura Péter (Budapest, 1946. február 27. – Budapest, 2009. május 26.) Balázs Béla-díjas (1981) operatőr.

## Életpályája
Szülei: Jankura Gellért és Madaras Józsa voltak. 1952–1960 között az Ady Endre utcai Általános Iskola diákja volt. 1960–1964 között a II. Rákóczi Ferenc Gimnáziumban tanult. 1965–1969 között a Színház- és Filmművészeti Főiskola film- és televízió rendező-operatőr szakos hallgatója volt. Tanárai Máriássy Félix, Makk Károly, Illés György, Zsombolyai János voltak. 1970-től a Mafilm operatőre volt. A kezdeti időkben Sára Sándor, Szécsényi Ferenc és Ragályi Elemér munkatársaként dolgozott. 1973-tól önálló operatőr lett. 1973-tól 22 játék- és hosszú dokumentumfilmet készített, valamint közreműködött tengernyi televíziós munkában. Eközben a Balázs Béla Stúdióban rövidfilmeket forgatott. Ezek leghíresebbike Gazdag Gyula Hosszú futásodra mindig számíthatunk című filmje. 2006-ban a montenegrói Barban megrendezett Nemzetközi Televíziós Fesztiválon a Legjobb operatőr díját kapta meg (A közvetítő – dokumentumfilm).

## Magánélete
1968-ban házasságot kötött Hlaszny Évával. Egy lányuk született: Ildikó (1973).

## Filmjei
| - Round - Tisztelet az öregasszonyoknak (1971) - A piacere (1976) - Igézet (2004) - Dülőúton (1965) - Hosszú futásodra mindig számíthatunk (1969) - Kivételes időszak (1970) - A válogatás (1970) - A határozat (1972) - Istenmezején 1972-73-ban (1973) - Csak egy b betű - Úgy érezte, szabadon él (1987) - "Mély kútba tekinték…" - Holtak szabadsága (1993) - In memoriam Gyöngyössy Imre (1997) - Mi lett a Szörénnyel? (1998) - Szeropozitív (2000) - A Kern… (2002) - Schéner Mihály műhelyében (2003) - König Róbert műhelyében (2003) - Gyulai Líviusz műhelyében (2003) - Emlékezés tükrei (2004) - Hitvallók és ügynökök (2009) | - Forró vizet a kopaszra! (1972) - A szerelem határai (1973) - Holnap lesz fácán (1974) - Idegen arcok (1974) - Kenyér és cigaretta (1976) - Tükörképek (1976) - Csontváry (1979) - Veszélyes játékok (1980) - Szívzűr (1981) - Talpra, Győző! (1982) - Érzékeny búcsú a fejedelemtől (1986) - Indián tél (1992) - Halál sekély vízben (1993) - Az asszony (1995) - Csajok (1995) - Imre filmje (1998) - A fekete kolostor (1986) - Családi kör (1990) - Tiszazug (1991) - Száműzöttek (1991) - A párduc és a gödölye (1995) - A Szórád-ház (1997) - Családi album (2000) - Rendőrsztori (2002) - A közvetítő (2005) |